# Robert Fitz Martin

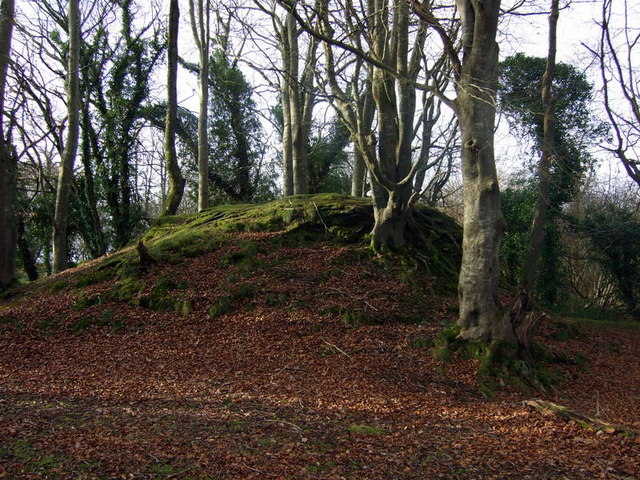
Die Reste des von Robert FitzMartin errichteten Nevern Castle

Robert Fitz Martin (* um 1084; † um 1159) war ein anglonormannischer Adliger.

## Leben
Robert Fitz Martin war vermutlich ein Sohn des Normannen Martin de Tiron, der während der normannischen Eroberung nach England gekommen war, und dessen Frau Geva de Burci, einer Tochter des Lords Serlo de Burci. Robert erbte von seinem Vater Dartington und von seiner Mutter Bladgon und weitere Besitzungen in Südwestengland. Im Zuge der normannischen Eroberung von Westwales durch König Heinrich I. wurde er um 1108 Lord von Cemais im nördlichen Dyfed. Als Mittelpunkt seiner neuen Herrschaft errichtete er Nevern Castle und gründete das Borough Nevern. Mit Hilfe von Mönchen aus dem französischen Kloster Sainte-Trinité in Thiron gründete er 1113 anstelle des älteren walisischen Klosters Llandudoch ein Benedektinerpriorat, das 1120 zur Abtei St. Dogmaels erhoben wurde. 1113 übergab ihm Heinrich I. auch Caldey Island vor der Küste von Südwestwales.
Während des walisischen Aufstands von 1136 war FitzMartin ein Führer des normannischen Heeres, das in der Schlacht von Crug Mawr entscheidend geschlagen wurde, und musste sich in die Burg von Cardigan retten. Als Folge dieser Niederlage wurde Cemais von den Walisern zurückerobert. Robert zog sich auf seine Besitzungen in Südwestengland zurück und gehörte während der Anarchy ab 1140 zu den Unterstützern der Kaiserin Matilda. 1154 stiftete er die Kirche in Blagdon und unterstellte sie dem Zisterzienserkloster Stanley Abbey, dazu stiftete er Hydron, einen Teil seiner Besitzungen in Blagdon, dem Templerorden.

## Familie
In erster Ehe heiratete Robert Matilde de Peverel, eine Tochter von William Peverel.  in zweiter Ehe heiratete er Adeliz de Nonant, eine Schwester von Roger de Nonant von Totnes. Aus dieser Ehe hatte er mehrere Kinder, sein Erbe wurde sein noch minderjähriger Sohn William FitzMartin.